# CeCe Winans
 CeCe Winans (Detroit, 1964. október 8. –) többszörös Grammy-díjas gospel-énekesnő.

## Pályafutása
CeCe Winans zenészcsaládból származik. Négy idősebb bátyja már nagy sikereket ért el a gospel területén a The Winans tagjaként, és az 1980-as évek közepén öccsével, Benjamin „BeBe” Winansszal duettben kezdtek fellépni. 1994-ig számos sikert arattak. Grammy-díjakat nyertek, mint legjobb gospel énekesek; 1988-ban a „For Always” és 1990-ben a „Don't Cry” című számmal, valamint a „Different Lifestyles” (1991) című közös albummal − amely több mint egymillió példányban kelt el, és az R&B toplisták 1. helyére került.
1995-ben ezt „CeCe” zökkenőmentesen folytatta a pályáját első című szólóalbumával („Alone in His Presence”). Ez az album szintén több mint egymillió példányban kelt el 1996-ban, és elnyerte a legjobb gospel albumnak járó Grammy-díjat. Ugyanebben az évben a Count on Me című dalt is elénekelte − duettben Whitney Houstonnal − a „Waiting to Exhale” című film soundtrack albumán.
CeCe Winans azóta is sikeresen ad ki szólóalbumokat, még három aranylemezt, több Grammy-díjat és számos egyéb díjat kapott. 2011-ben BeBe Winansszal együtt kapott csillagot a hollywoodi Hírességek sétányán.

## Albumok
- Alone in His Presence (1995)
- Everlasting Love (1998)
- His Gift (1998)
- Alabaster Box (1999)
- CeCe Winans (2001)
- Throne Room (2003)
- Purified (2005)
- Thy Kingdom Come (2008)
- Songs of Emotional Healing (2010)
- Let Them Fall in Love (2017)
- Something's Happening (2018)
- Believe for It (2021)

## Filmek
- 1996: Count on Me (Whitney Houston & CeCe Winans)

## Grammy-díjak
- 2017: Let Them Fall in Love, Best Gospel Album
- 2017: Never Have to Be Alone, Best Gospel Performance/Song
- 2008: Thy Kingdom Come − Best Pop/Contemporary Gospel Album
- 2005: Pray − Best Gospel Performance
- 2005: Purified − Best Contemporary Soul Gospel Album
- 2001: CeCe Winans − Best Pop/Contemporary Gospel Album
- 1995: Alone in His Presence  − Best Contemporary Soul Gospel Album
- 1991: Different Lifestyles − Best Contemporary Soul Gospel Album
- 1989: Don't Cry − Best Gospel Performance, Female
- 1987: For Always − Best Soul Gospel Performance, Female, Albums or Tracks

- Hollywood Walk of Fame – 2011

## Fordítás
Ez a szócikk részben vagy egészben  a   CeCe Winans című német Wikipédia-szócikk ezen változatának fordításán alapul.  Az eredeti cikk szerkesztőit annak laptörténete sorolja fel. Ez a jelzés csupán a megfogalmazás eredetét és a szerzői jogokat jelzi, nem szolgál a cikkben szereplő információk forrásmegjelöléseként.